# Меченосцы (фильм, 2011)
«Меченосцы» (иер. трад. 武俠, упр. 武侠, кант.-рус.: Моу хап, палл.: У ся) — криминальный драматический боевик Питера Чана, смешавший жанры традиционного китайского экшена с детективом.

## Сюжет
В 1917 году в Китае Лю Цзиньси и его жена Юй — обычная пара с двумя сыновьями, Фанчжэном и Сяотянем, живущие в деревне Лю провинции Юньнань. Однажды в деревню врываются двое бандитов и пытаются ограбить магазин. Лю случайно оказывается в магазине, он сражается с грабителями и убивает их, когда чужаки начинают проявлять агрессию. Во время вскрытия детектив Сюй Байцзю, которого отправили расследовать дело, обнаруживает, что одним из убитых бандитов был Янь Дуншэн, входивший в десятку самых разыскиваемых правительством беглецов. Местный судья доволен, а односельчане считают Лю героем.
Однако Сюй начинает сомневаться, потому что не верит, что Лю мог случайно победить такого грозного бандита. Детектив замечает признаки кровоизлияния в мозг из-за травмы блуждающего нерва у Янь Дуншэна. Исходя из этого и других доказательств Сюй делает вывод, что Лю на самом деле является опытным мастером боевых искусств, который скрывает свой талант. Продолжая расследование, Сюй обнаруживает истинную личность Лю: Тан Лун, второй по значимости из «72 демонов», группы жестоких и кровожадных бойцов. Лю признаёт своё прошлое, но заявляет, что он исправился. Сюй, бескомпромиссный законник, не признаёт, что люди могут меняться, но он недоумевает, когда Лю не убивает его, когда они остаются одни.
Сюй немедленно возвращается в уездное управление, чтобы получить ордер на арест Тан Луна. Судья откладывает выдачу ордера, ссылаясь на отсутствие доказательств, в то время как на самом деле вымогает взятку у Сюя. В конце концов Сюй получает деньги от своей бывшей жены, которая обвиняет его в том, что он стал причиной самоубийства её отца. После выдачи ордера судья сообщает Мастеру «72 демонов» о местонахождении Тан Луна, надеясь получить вознаграждение. Оскорблённый Мастер заявляет, что Лю его сын, и убивает судью. Мастер посылает своих приспешников в деревню Лю, чтобы схватить сына и сравнять деревню с землей.
Пока Сюй и констебли направляются туда, двое приспешников достигают деревни и убивают её жителя, чтобы заставить Лю признать свою личность. Лю убивает одного из двух нападавших и убегает. Другой нападавший, жена Мастера, преследует Лю и сражается с ним в загоне для буйволов, где она оказывается раздавленной в давке и едва не падает в реку. Когда Лю пытается спасти её, она говорит ему, что он всё ещё Тан Лун. Она падает и умирает, а оставшиеся жители деревни в поисках безопасности бегут в крепость. Помощники Сюя отказываются спасать деревню, предпочитая выждать, пока Лю и «72 демона» не убьют друг друга.
Используя свои знания физиологии, Сюй разрабатывает план, чтобы сфальсифицировать смерть Лю. Однако уловка длится слишком долго, и Сюй вынужден оживить Лю перед «72 демонами», которые собрались, чтобы отдать дань уважения своему «павшему» товарищу. В знак своей преданности Лю отрезает себе левую руку, объявляя, что он порвал с кланом все связи. Люди клана принимают его заявление, но говорят ему, что он должен поговорить с Мастером, который ждёт его в своём доме. После напряжённого ужина, на котором Мастер взял в заложники семью Лю, глава клана объявляет, что он позволит Лю окончательно уйти, но Сяотянь (сын Лю) должен занять его место.
Разъярённый Лю с широким мечом нападает на Мастера, но тот использует цигун, чтобы защитить себя. Сюй проникает в дом через люк и из-под пола ослабляет защиту Мастера во время боя, пронзив его пятку иглой для иглоукалывания. Мастер обездвиживает Сюя и начинает пересиливать Лю. Не успевает Мастер убить Лю, как Сюй нападает на него, вонзая в его шею ещё одну иглу. Глава «72 демонов» смертельно ранит Сюя, но иглы действуют как громоотвод и заземляющий провод, и в итоге Мастер погибает от удара молнии. На последнем издыхании Сюй объявляет дело закрытым. Лю возвращается домой и живёт мирной жизнью со своей семьей.

## В ролях
| Актёр           | Роль                   |
| --------------- | ---------------------- |
| Донни Йен       | Лю Цзиньси / Тан Лун   |
| Канэсиро Такэси | детектив Сюй Байцзю    |
| Тан Вэй         | Юй                     |
| Джимми Ван Юй   | Мастер                 |
| Вай Инхун       | Тринадцатая Госпожа    |
| Цзян У          | детектив               |
| Ли Сяожань      | бывшая жена Сюй Байцзю |
| Инь Чжушэн      | Сюй Кунь               |
| Ван Цзиньсун    | советник               |
| Чжоу Бо         | сыщик                  |

## Восприятие
На сайте Rotten Tomatoes кинолента имеет рейтинг кинокритиков в 85 % на основании 27 рецензий и оценку 6,60 балла из 10. На другом сайте-агрегаторе — Metacritic — средний рейтинг кинокритиков, исходя из 10 обзоров, составляет 62 баллов из 100.

## Награды
- Asian Film Awards
  - Лучший оператор (Джейк Поллок, Лай Иуфай)
  - Лучший композитор
  - Лучший художник-постановщик
- Deauville Asian Film Festival
  - Action Asia Award (Питер Чан)
- Hong Kong Film Awards
  - Лучший оператор (Джейк Поллок, Лай Иуфай)
  - Лучший саундтрек
- Sitges — Catalonian International Film Festival
  - Лучший фильм (Питер Чан)